# Gueule Tapée-Fass-Colobane
Gueule Tapée-Fass-Colobane est l'une des 19 communes d'arrondissement de la ville de Dakar (Sénégal). Elle fait partie de l'arrondissement de Dakar Plateau.
Ce sont des quartiers populaires du sud-ouest de la capitale.

## Géographie
Le quartier de Gueule Tapée est délimité à l'Ouest, par le Boulevard Canal IV séparant ainsi ce dernier du quartier de Fann, à l'Est par le boulevard Gueule Tapée qui marque la séparation avec la Médina, au Nord par l'avenue Blaise Diagne qui l'oppose au quartier de Fass ; quant au Sud il est délimité par la corniche dite Ouest (marché de Soumbedioune).

## Histoire
Autrefois Gueule Tapée était un village de pêcheurs.
Le nom vient d'une sorte de lézard (varan) reconnaissable à son 1/2 collier "rouge sang" sous le cou. Nommé gueule tapée du fait de cette tache évoquant une blessure, son nom fut finalement attribué à ce quartier populaire de Dakar.

## Administration

Situation de la commune d'arrondissement

Gueule Tapée-Fass-Colobane fait partie de l'arrondissement de Dakar Plateau dans le département de Dakar.
Elle est divisée en plusieurs quartiers dont : Gueule Tapée, Fass Delorme, HLM Fass et Colobane.
| Période     | Identité         | Parti | Coalition    |
| ----------- | ---------------- | ----- | ------------ |
| 1996 - 2000 | Léna Diagne Fal  | PS    |              |
| 2002 - 2009 | Adama Bâ         | PDS   |              |
| 2009 - 2014 | Seynabou Wade    | PDS   | Sopi 2009    |
| 2014 - 2022 | Ousmane Ndoye    |       | Taxawu Dakar |
| depuis 2022 | Abdoul Aziz Paye |       |              |

## Population
Lors du recensement de 2002, Gueule Tapée-Fass-Colobane comptait 54 548 habitants, 2 752 concessions et 8 774 ménages.
Fin 2007, selon les estimations officielles, la population de la commune s'élèverait à 61 378 personnes.

## Institutions
- Haut Commandement de la Gendarmerie Nationale, Caserne Samba Diéry Diallo à Colobane.
- Ambassade de Mauritanie, Colobane

## Édifices et monuments
- Monument de l'indépendance, place de La Nation

## Éducation
Pour la petite enfance, sont recensées 4 écoles maternelles publiques : Keur Mame Ahmet, Caserne Samba Diéry Diallo, Gueule Tapée, Jaraaf Ibra Paye et 5 écoles privées : Cardinal Hyancinthe Tiandoum, Gainde Fatima, Askia Mouhamed, Keur Nanette, Keur Serigne Mbaye Sy.
Les écoles primaires publiques sont au nombre de 12 : Adja Warath Diene, Djaraf Alie Codou Ndoye, Caserne Samba Diery Diallo, Colobane 2, Djaraf Ibra Paye, Elhadj Amadou Lamie Dieye, Elhadj Ibrahima Beye, Manguiers 2, Moustapha Cissé, Oumar Ben Khatab Dia, Sacoura Badiane. Les écoles primaires privées sont 5 : Anne Marie Javouhey, Askia Mouhamed, Mère Jean Louis Dieng, Saint Pierre Julien Eymard, EFA Imam Mouhamed Boun Saoud.
L'enseignement moyen et secondaire est assuré par 3 collèges publics : John Fitzgerald Kennedy, Mame Thiermo Ibrahim Mbacké, CEM Manguiers; 2 Lycées publics : John Fitzgerald Kennedy et Mixte Maurice Delafosse; 3 collèges privés : Anne Marie Javouhey, Askia Mouhamed et EFA Imam Mouhamed Boun Saoud.

## Économie

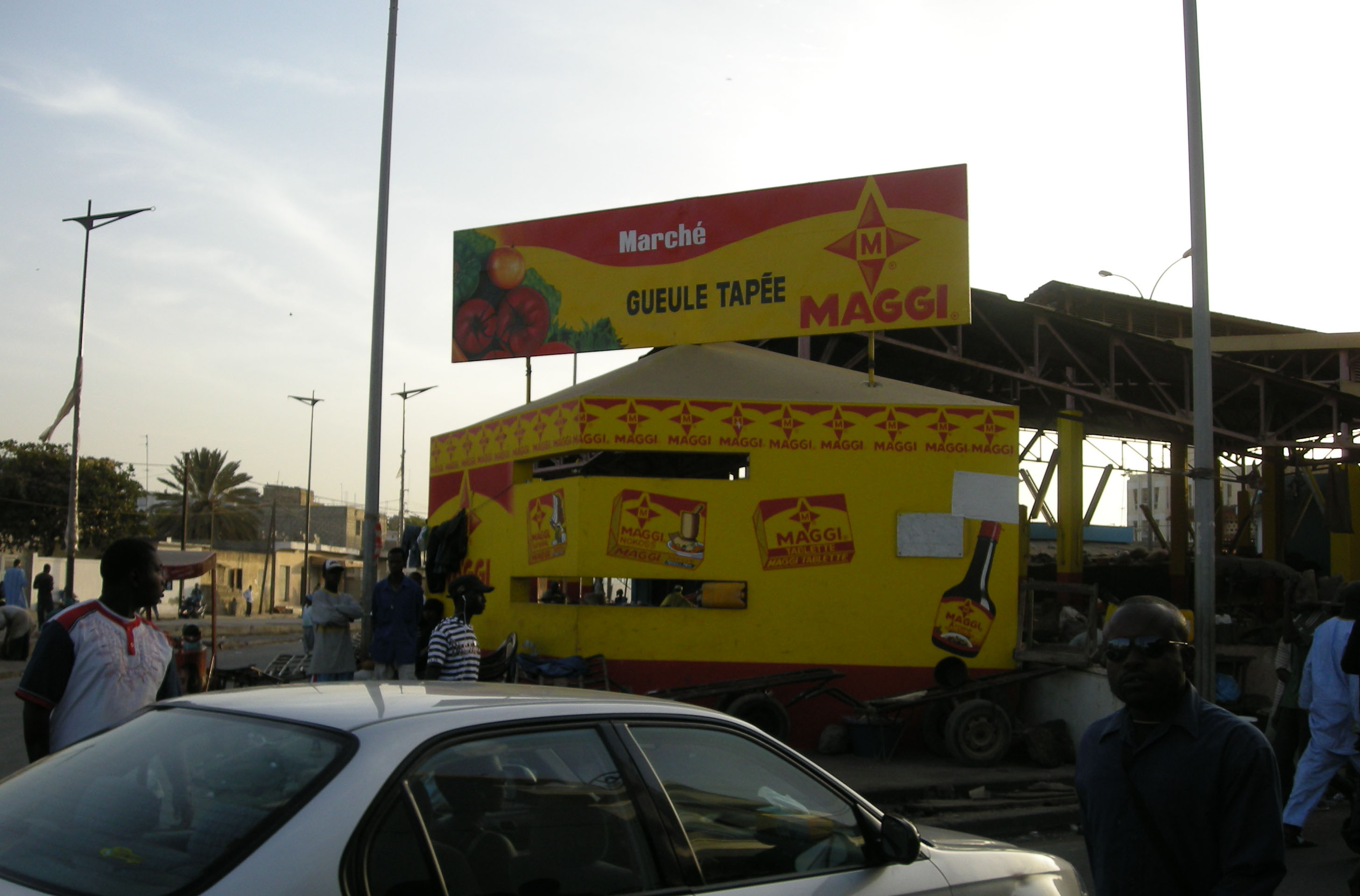
Le marché de Gueule Tapée

La commune est pourvue de plusieurs marchés : 
- marché de Colobane, boulevard Canal 4 et rue 14
- marché de Fass, rue 34 x rue 29
- marché de Gueule Tapée, boulevard Gueule Tapée
- marché aux poissons de Soumbédioune, route de la Corniche ouest

## Transports
La gare routière de Colobane se trouve au nord de la commune à proximité de l'autoroute A1 Seydina Limamoulaye et de la rocade Fann-Bel Air.

## Personnalités nées dans la commune
- Djibril Diop Mambéty, cinéaste, né à Colobane.
- Pascal Mendy, footballeur, né à Fass Delorme

### Filmographie
- Colobane, la belle, un court métrage documentaire de 12' produit par Média-Centre de Dakar, 1999